# Груша Івана Франка
Груша Івана Франка — пам'ятка природи. Розташована у місті Львові на території Львівського національного літературно-меморіального музею Івана Франка.
Посаджена у 1902 році видатним письменником Іваном Франком.
У 2018 році в «Домі Франка» відбулося Свято груші, на якому гостей частували грушами Франкового дерева.
Від 2020 року триває лікування дерева арбаристом Володимиром Ветроградським. У 2021 році груша знову заплодоносила.